# Manuel Guiu i Roca
Manuel Guiu i Roca (L'Ametlla de Merola, Puig-Reig, 24 de setembre de 1927 - Solsona, 29 de novembre de 2016), prevere català, va ser administrador apostòlic de Solsona entre 1989 i 1990.

## Biografia
Nascut a L'Ametlla de Merola -nucli del municipi de Puig-Reig- el 24 de setembre de 1927, va iniciar els seus estudis eclesiàstics al Seminari de Solsona l'any 1939.
Va ser ordenat prevere el 19 de març de 1950.
Exercí de rector a les parròquies de Lladurs, la Llena i Timoneda i també de Miravé i Clarà. Temporalment serví les parròquies de Sorba, Sagàs, Sant Climenç, Madrona, Peracamps (Hostal Nou) i Su.
Fou vicari general del bisbat de Solsona. Va ser administrador apostòlic de Solsona durant 8 mesos, entre el 1989 i el 1990, arran de la seu vacant que es va produir al bisbat amb la defunció del bisbe Miquel Moncadas.
Morí el 29 de novembre de 2016 a Solsona.